# Roman Kliś
Roman Kliś (ur. 3 maja 1988, zm. 2 czerwca 2017) – polski sztangista.

## Życiorys
Od 2003 przez wiele kolejnych lat związany był jako zawodnik z Opolem, reprezentując barwy tamtejszego klubu Budowlani Opole. Od 2014 był natomiast zawodnikiem KPC Górnika Polkowice. Był członkiem kadr narodowych wszystkich kategorii wiekowych, brązowym medalistą Mistrzostw Europy U23 oraz mistrzem Unii Europejskiej z 2009. Roman Kliś był także brązowym medalistą Drużynowych Mistrzostw Polski oraz srebrnym medalistą Mistrzostw Polski Seniorów z 2016. W 2012 uzyskał tytuł magistra w Wyższej Szkole Zarządzania i Administracji w Opolu. Zginął w wypadku drogowym pod Gogolinem w dniu 2 czerwca 2017.